# Sabina Valbusa
Sabina Valbusa (ur. 21 stycznia 1972 w Weronie) – włoska biegaczka narciarska, brązowa medalistka olimpijska oraz trzykrotna medalistka mistrzostw świata.

## Kariera
Jej pierwszą dużą imprezą międzynarodową były igrzyska olimpijskie w Lillehammer, gdzie zajęła 26. miejsce w biegu na 15 km techniką dowolną. Cztery lata później, podczas igrzysk olimpijskich w Nagano jej najlepszym wynikiem było 17. miejsce w biegu pościgowym 5+10 km. Pierwszy raz pojawiła się w pierwszej dziesiątce zawodów olimpijskich podczas igrzysk w Salt Lake City, gdzie zajęła 9. miejsce w biegu łączonym na 10 km. Największy sukces osiągnęła na igrzyskach w Turynie, gdzie razem z Arianną Follis, Gabriellą Paruzzi oraz Antonellą Confortolą zdobyła brązowy medal w sztafecie 4 × 5 km. Startowała także na igrzyskach olimpijskich w Vancouver, gdzie indywidualnie plasowała się w drugiej dziesiątce, a wraz z koleżankami z drużyny zajęła 4. miejsce w sztafecie.
Na mistrzostwach świata zadebiutowała w 1995 r. podczas mistrzostw w Thunder Bay, gdzie jej najlepszym wynikiem było 14. miejsce w biegu na 30 km techniką dowolną. Startując na mistrzostwach w Trondheim nie udało się jej poprawić tego wyniku. Dwa lata później, na mistrzostwach świata w Ramsau zdobyła swój pierwszy medal w karierze zajmując wspólnie z Paruzzi, Confortolą i Stefanią Belmondo drugie miejsce w sztafecie 4 × 5 km. Kolejny medal zdobyła na mistrzostwach świata w Lahti zajmując razem z Paruzzi, Belmondo i Cristiną Paluselli trzecie miejsce w sztafecie. Valbusa była także czwarta w sprincie stylem dowolnym co jest jej największym osiągnięciem indywidualnym na mistrzostwach świata. Z mistrzostw świata w Val di Fiemme wróciła bez medalu, chociaż była piąta w biegu na 30 km techniką dowolną. Swój ostatni medal mistrzostw świata zdobyła podczas mistrzostw w Oberstdorfie zajmując wraz z Paruzzi, Confortolą i Follis trzecie miejsce w sztafecie. Startowała ponadto na mistrzostwach w Sapporo oraz mistrzostwach w Libercu, ale indywidualnie zajmowała miejsca w drugiej dziesiątce.
Najlepsze wyniki w Pucharu Świata osiągnęła w sezonie 2002/2003, kiedy to zajęła 8. miejsce w klasyfikacji generalnej. Startowała także w cyklu FIS Marathon Cup, zajmując między innymi czwarte miejsce w klasyfikacji końcowej sezonu 2010/2011.
Jej brat Fulvio Valbusa również uprawiał biegi narciarskie.

## Osiągnięcia

### Igrzyska olimpijskie
| Miejsce | Dzień     | Rok  | Miejscowość    | Konkurencja                        | Czas biegu | Strata  | Zwyciężczyni        |
| ------- | --------- | ---- | -------------- | ---------------------------------- | ---------- | ------- | ------------------- |
| 26.     | 13 lutego | 1994 | Lillehammer    | 15 km stylem dowolnym              | 39:44,5    | +5:19,4 | Manuela Di Centa    |
| 9.      | 10 lutego | 1998 | Nagano         | 5 km stylem klasycznym             | 17:37,9    | +1:22,7 | Łarisa Łazutina     |
| 17.     | 12 lutego | 1998 | Nagano         | 5+10 km pościgowy                  | 46:06,9    | +2:04,1 | Łarisa Łazutina     |
| 10.     | 9 lutego  | 2002 | Salt Lake City | 15 km stylem dowolnym              | 39:54,4    | +53,9   | Stefania Belmondo   |
| 9.      | 15 lutego | 2002 | Salt Lake City | 10 km łączony                      | 25:09,9    | +12,2   | Beckie Scott        |
| 17.     | 19 lutego | 2002 | Salt Lake City | Sprint stylem dowolnym             | 3:10,6     | -       | Julija Czepałowa    |
| 7.      | 21 lutego | 2002 | Salt Lake City | Sztafeta 4 × 5 km                  | 49:30,6    | +1:08,0 | Niemcy              |
| 17.     | 12 lutego | 2006 | Turyn          | 15 km łączony                      | 43:25,6    | +1:56,0 | Kristina Šmigun     |
| 3.      | 18 lutego | 2006 | Turyn          | Sztafeta 4 × 5 km                  | 54:47,7    | +11,0   | Rosja               |
| 10.     | 24 lutego | 2006 | Turyn          | 30 km stylem dowolnym              | 1:22:25,4  | +1:12,2 | Kateřina Neumannová |
| 17.     | 15 lutego | 2010 | Vancouver      | 10 km stylem dowolnym              | 24:58,4    | +1:07,4 | Charlotte Kalla     |
| 18.     | 19 lutego | 2010 | Vancouver      | 2 × 7,5 km łączony, na dochodzenie | 39:58,1    | +2:21,3 | Marit Bjørgen       |
| 4.      | 25 lutego | 2010 | Vancouver      | Sztafeta 4 × 5 km                  | 55:19,5    | +45,4   | Norwegia            |
| DNS     | 27 lutego | 2010 | Whistler       | 30 km stylem klasycznym            | 1:30:33,7  | -       | Justyna Kowalczyk   |

### Mistrzostwa świata
| Miejsce | Dzień     | Rok  | Miejscowość   | Konkurencja                      | Czas biegu | Strata  | Zwyciężczyni                   |
| ------- | --------- | ---- | ------------- | -------------------------------- | ---------- | ------- | ------------------------------ |
| 55.     | 12 marca  | 1995 | Thunder Bay   | 5 km stylem klasycznym           | 15:23,7    | +2:28,1 | Łarisa Łazutina                |
| 28.     | 14 marca  | 1995 | Thunder Bay   | 5+10 km pościgowy                | 43:19,6    | +3:41,4 | Łarisa Łazutina                |
| 14.     | 18 marca  | 1995 | Thunder Bay   | 30 km stylem dowolnym            | 1:16:27,3  | +4:52,2 | Jelena Välbe                   |
| 16.     | 21 lutego | 1997 | Trondheim     | 15 km stylem dowolnym            | 36:28,2    | +2:14,2 | Jelena Välbe                   |
| 39.     | 23 lutego | 1997 | Trondheim     | 5 km stylem klasycznym           | 13:32,7    | +1:00,9 | Jelena Välbe                   |
| 22.     | 24 lutego | 1997 | Trondheim     | 5+10 km pościgowy                | 39:13,5    | +2:13,1 | Stefania Belmondo Jelena Välbe |
| 4.      | 27 lutego | 1997 | Trondheim     | Sztafeta 4 × 5 km                | 56:40,2    | +1:01,2 | Rosja                          |
| 20.     | 23 lutego | 1997 | Trondheim     | 30 km stylem klasycznym          | 13:32,7    | +6:13,3 | Jelena Välbe                   |
| 15.     | 19 lutego | 1999 | Ramsau        | 15 km stylem dowolnym            | 38:49,0    | +2:53,6 | Stefania Belmondo              |
| 15.     | 22 lutego | 1999 | Ramsau        | 5 km stylem klasycznym           | 12:49,8    | +1:05,6 | Bente Skari                    |
| 13.     | 23 lutego | 1999 | Ramsau        | 5+10 km pościgowy                | 42:27,9    | +1:54,1 | Stefania Belmondo              |
| 2.      | 25 lutego | 1999 | Ramsau        | Sztafeta 4 × 5 km                | 53:05,9    | +1:24,5 | Rosja                          |
| 32.     | 27 lutego | 1999 | Ramsau        | 30 km stylem klasycznym          | 1:29:19,9  | +9:30,5 | Łarisa Łazutina                |
| 18.     | 15 lutego | 2001 | Lahti         | 15 km st. klasycznym             | 43:54,8    | +3:36,6 | Bente Skari                    |
| 10.     | 18 lutego | 2001 | Lahti         | 10 km łączony                    | 28:06,1    | +1:09,2 | Virpi Kuitunen                 |
| 4.      | 21 lutego | 2001 | Lahti         | Sprint stylem dowolnym           | 3:41,5     | +2,3    | Pirjo Manninen                 |
| 3.      | 23 lutego | 2001 | Lahti         | Sztafeta 4 × 5 km                | 53.01,6    | +1:21,7 | Rosja                          |
| DNF     | 18 lutego | 2003 | Val di Fiemme | 15 km stylem klasycznym          | 39:40,9    | -       | Bente Skari                    |
| 25.     | 26 lutego | 2003 | Val di Fiemme | Sprint stylem dowolnym           | 3:28,8     | -       | Marit Bjørgen                  |
| 5.      | 28 lutego | 2003 | Val di Fiemme | 30 km stylem dowolnym            | 1:14:29,8  | +1:04,3 | Olga Zawjałowa                 |
| 8.      | 17 lutego | 2005 | Oberstdorf    | 10 km stylem dowolnym            | 26:27,6    | +36,0   | Kateřina Neumannová            |
| 16.     | 19 lutego | 2005 | Oberstdorf    | 2 × 7,5 km bieg łączony          | 42:16,8    | +2:04,2 | Julija Czepałowa               |
| 3.      | 21 lutego | 2005 | Oberstdorf    | Sztafeta 4 × 5 km                | 57:15,7    | +49,7   | Norwegia                       |
| 5.      | 25 lutego | 2005 | Oberstdorf    | Sprint drużynowy stylem dowolnym | 12:19,7    | +10,9   | Norwegia                       |
| 18.     | 26 lutego | 2005 | Oberstdorf    | 30 km stylem klasycznym          | 1:27:05,8  | +3:20,1 | Marit Bjørgen                  |
| 8.      | 23 lutego | 2007 | Sapporo       | Sprint drużynowy                 | 16:20,9    | +32,7   | Finlandia                      |
| 33.     | 25 lutego | 2007 | Sapporo       | 2 × 7,5 km bieg łączony          | 41:27,5    | +2:39,3 | Olga Zawjałowa                 |
| 13.     | 27 lutego | 2007 | Sapporo       | 10 km stylem dowolnym            | 23:58,4    | +1:17,0 | Kateřina Neumannová            |
| 6.      | 21 lutego | 2007 | Sapporo       | Sztafeta 4 × 5 km                | 54:18,6    | +56,1   | Finlandia                      |
| 28.     | 21 lutego | 2009 | Liberec       | 2 × 7,5 km bieg łączony          | 40:55,3    | +2:52,4 | Justyna Kowalczyk              |
| 5.      | 26 lutego | 2009 | Liberec       | Sztafeta 4 × 5 km                | 54:24,3    | +52,5   | Finlandia                      |
| 8.      | 28 lutego | 2009 | Liberec       | 30 km stylem dowolnym            | 1:16:10,6  | +2:51,0 | Justyna Kowalczyk              |

### Puchar Świata

#### Miejsca w klasyfikacji generalnej
- sezon 1992/1993: 59.
- sezon 1993/1994: 57.
- sezon 1994/1995: 35.
- sezon 1996/1997: 21.
- sezon 1997/1998: 22.
- sezon 1998/1999: 21.
- sezon 1999/2000: 20.
- sezon 2000/2001: 13.
- sezon 2001/2002: 10.
- sezon 2002/2003: 8.
- sezon 2003/2004: 10.
- sezon 2004/2005: 22.
- sezon 2005/2006: 24.
- sezon 2006/2007: 31.
- sezon 2007/2008: 22.
- sezon 2008/2009: 42.
- sezon 2009/2010: 40.

#### Miejsca na podium
| Nr | Dzień      | Rok  | Miejscowość            | Konkurencja                | Czas biegu  | Strata  | Miejsce | Zwyciężczyni        |
| -- | ---------- | ---- | ---------------------- | -------------------------- | ----------- | ------- | ------- | ------------------- |
| 1. | 16 grudnia | 1997 | Val di Fiemme          | 15 km st. dowolnym         | 38:11,3 min | +30,9 s | 2       | Łarisa Łazutina     |
| 2. | 16 lutego  | 2000 | Ulrichen               | 5 km st. dowolnym          | 13:18,9 min | +25,0 s | 3       | Kristina Šmigun     |
| 3. | 27 grudnia | 2001 | Garmisch-Partenkirchen | Sprint 1,5 km st. dowolnym | -           | -       | 2       | Evi Sachenbacher    |
| 4. | 6 stycznia | 2002 | Val di Fiemme          | Sprint 1,5 km st. dowolnym | -           | -       | 3       | Kateřina Neumannová |
| 5. | 4 stycznia | 2003 | Kawgołowo              | 5 km st. dowolnym          | 13:35,8 min | +16,3 s | 2       | Kristina Šmigun     |
| 6. | 12 lutego  | 2003 | Reit im Winkl          | Sprint 1 km st. dowolnym   | -           | -       | 3       | Marit Bjørgen       |
| 7. | 6 lutego   | 2004 | La Clusaz              | 10 km st. dowolnym         | 25:42,9 min | +10,8 s | 3       | Kateřina Neumannová |
| 8. | 28 lutego  | 2004 | Oslo                   | 30 km st. dowolnym         | 1:17:22,7 h | +59,9 s | 2       | Julija Czepałowa    |
| 9. | 13 marca   | 2004 | Pragelato              | 15 km st. dowolnym         | 36:56,5 min | -       | 1       |                     |

### FIS Marathon Cup

#### Miejsca w klasyfikacji generalnej
- sezon 1999/2000: ?
- sezon 2008/2009: 11.
- sezon 2010/2011: 4.
- sezon 2011/2012: 50.

#### Miejsca na podium
| Nr | Dzień       | Rok  | Zawody           | Dystans                 | Czas biegu  | Strata      | Pozycja | Zwyciężczyni              |
| -- | ----------- | ---- | ---------------- | ----------------------- | ----------- | ----------- | ------- | ------------------------- |
| 1. | styczeń     | 2000 | Marcialonga      | 70 km stylem klasycznym | 3:14:49 h   | +2.50 min   | 3.      | Swietłana Nagiejkina      |
| 2. | 14 grudnia  | 2008 | La Sgambeda      | 42 km stylem dowolnym   | 1:45:03.1 h | +4:01.4 min | 2.      | Wałentyna Szewczenko      |
| 3. | 23 stycznia | 2011 | Dolomitenlauf    | 42 km stylem dowolnym   | 1:46:08.2 h | +40.9 s     | 3.      | Seraina Mischol           |
| 4. | 13 lutego   | 2011 | Transjurassienne | 40 km stylem dowolnym   | 1:46:46.4 h | +3:27.6 min | 3.      | Natascia Leonardi Cortesi |
| 5. | 20 lutego   | 2011 | Tartu Maraton    | 63 km stylem klasycznym | 3:08:35.0 h | +6.19 min   | 2.      | Sandra Hansson            |